# La Chaux (Vaud)
Pour les articles homonymes, voir La Chaux.
La Chaux  est une commune suisse du canton de Vaud, située dans le district de Morges.

## Géographie
| Moiry                        | Chevilly            | Dizy     |
| Cuarnens Chavannes-le-Veyron | La Chaux (Cossonay) | Cossonay |
| Grancy                       | Senarclens          |          |

## Toponyme
La Chaux tire son nom d'origine de l'arpitan Chaux signifiant pâturage ou sommet aplati. Ce mot tire lui-même son origine du gaulois calmis qui désigne un terrain peu productif.
Le nom de La Chaux a une racine gauloise : calm, qualifiant un terrain désert ou séchard. Il s’agirait ainsi de terres peu productives utilisées généralement comme prés. On le trouve sous la forme Lichaux ou Lichauz en 1228 dans le cartulaire de Lausanne, puis La Chauz en 1256 et 1361, qui devient en 1277 « de Calce » et La Chaulx en 1453. La présence de l'article laisse supposer une origine du nom ne remontant pas au-delà des XIIe, XIIIe siècles. Le grand hameau d’Ittens est cité comme « Villa Ittinges » en 964 (référence Fiche ISOS 4325).

## Situation
Le village est traversé par Le Veyron et la Venoge longe le territoire de la commune au Nord. Ses communes limitrophones sont Chevilly, Chavannes-le-Veyron, Cossonay, Cuarnens, Dizy, Grancy, Moiry, et Senarclens.
Situé sur le plateau ondulant à deux kilomètres à l’ouest de Cossonay, le territoire de La Chaux est délimité à l’est par le bois du Sépey, alors qu’au nord-ouest, la forêt prend un caractère plus résiduel, conditionné par les marécages qui donnent naissance au cours de la Gèbre. Le site construit occupe le centre de l’espace cultivé, au fond du vallon du Veyron, le cours de ce dernier le séparant en deux entités bien distinctes, La Chaux sur la rive gauche et Ittens sur la rive droite.
La Chaux est composée du village du même nom sur la rive gauche du Veyron et de celui d'Ittens sur la rive droite.
Une des 62 communes du district de Morges, La Chaux est à 3 km de Cossonay, à 15 km de Morges et à 20 km de Lausanne.

## Histoire
La présence des Romains est attestée à La Chaux, sur quatre lieux différents tous en zone agricole, dont un vaste établissement romain « Les chambres » connu dès 1842. (référence rapport explicatif 47 OAT du Plan général d'affectation 2017)
La Chaux et Ittens formaient deux seigneuries distinctes au Moyen Âge. Ittens dépendit des seigneurs de Cossonay durant toute cette période, alors que La Chaux fut donnée par ces derniers à une commanderie templière à une date antérieure à celle de 1223. (réf. fiche ISOS 4325)
Dès le début du XIIe siècle, les Sires de Cossonay furent de grands bienfaiteurs de l’Église. Humbert Ier, d’abord Seigneur du lieu, puis, dès 1142, de Prangins, avait fondé le prieuré de Cossonay en 1139. L’acte de donation de la seigneurie de la Chaux à l’Ordre des Templiers ne concernait que le village de La Chaux et ses terres, le tout se situant sur la rive gauche du Veyron. De l’autre côté, le village d’Ittens et ses terres restaient la possession des Sires de Cossonay.
Toutefois, trois ans après la destitution de l'Ordre du Temple, en 1315, La Chaux revint aux hospitaliers de l'Ordre de Saint-Jean de Jérusalem, chevaliers hospitaliers, dont elle devint le principal établissement au Pays de Vaud jusqu’au début du 16ème, gardant sa fonction première, gîte de passage, accueillant pèlerins et chevaliers. La Commanderie de La Chaux possédait les hospices d’Orbe, de Villars-Sainte-Croix et celui de Montbrelloz, près d’Estavayer-le-Lac. Le « territoire » de La Commanderie était composé de « membres » (domaines d’une certaine importance), de maisons, de rentes, de droits, tout ce qui pouvait constituer la richesse d’un Ordre à l’époque féodale. C’est ainsi que la « maison de La Chaux » possédait aussi des biens et des droits à Villars-Ste Croix, Gollion, Penthaz, Cuarnens, Chevilly, La Coudre, Allens et Senarclens.
Inféodée en 1674 à la seigneurie de La Chaux, Ittens ne forme depuis lors qu’une seule entité avec celle-ci, qui dépendit à l’époque bernoise de la baronnie de Cossonay puis qui revint, après la Révolution, au district du même nom, avant d’être rattachée, ce dès le 1er janvier 2008, à celui de Morges.

### Héraldique
| Blason de La Chaux | Blason  | Coupé d'argent et de gueules aux deux croix de Malte de l'un en l'autre. |
| Blason de La Chaux | Détails | Adoptées en 1922, ces armoiries sont d’inspiration historique. La croix rouge des Templiers et la croix blanche des Hospitaliers, sont le rappel d’un riche passé. Ces armoiries sont à l'inverse de celles de Goms. |

## Géographie
La localité est desservie par un réseau routier conditionné par le vallon, avec deux axes qui se croisent orthogonalement, l'un dans le fond de ce dernier, l'autre le traversant et conduisant au pied du Jura et à la vallée de Joux.
La Chaux située sur la route qui mène à la vallée de Joux « culmine » à l'altitude de 557 m à l'église. À la sortie de la forêt en direction de la vallée, sous la ligne du Jura, le regard est accroché par les toitures harmonieuses de ce village lové entre deux vallons. Construit au fond de la vallée du Veyron, affluent de La Venoge, il a su conserver au fil des années son caractère rural qui en fait tout à la fois son charme et son attrait.
Depuis de nombreuses années, les municipalités successives ont opté pour une croissance modérée afin de préserver la qualité de vie. La conséquence étant qu'il n'y a pas eu de vastes zones à bâtir ni de développement immodéré. Au cœur d'une campagne préservée de près de 672 hectares dont 514 hectares en zone agricole et 118 hectares en zone forêt (à 90 % composées de feuillus), La Chaux offre un horizon toujours verdoyant, prisé et reconnu. La présence de nombreux cours d'eau façonne un paysage varié : le Veyron qui traverse le village, la Gèbre qui serpente tantôt en forêt tantôt entre les champs et la Venoge qui longe le territoire de la commune au Nord. Selon l'Inventaire fédéral des sites construits à protéger en Suisse (ISOS), La Chaux est un village d'importance nationale dont il convient de préserver l'intégrité des particularités de valeur lors de l'aménagement et de l’entretien de bâtiments.
Dès la fin du XIXe siècle, comme on peut l’observer sur les cartes Dufour (levée entre 1845 et 1865) et Siegfried (levée en 1894), la structure de chacune des deux entités villageoises avait atteint son développement actuel, hormis la partie centrale autour de l'auberge communale.

## Population

### Gentilé
Les habitants de la commune se nomment les Chauyonais.

### Démographie
La population des localités de La Chaux et d’Ittens comptait 14 feux (environ 70 habitants) en 1474 ; il y en avait 19 à La Chaux et 8 à Ittens en 1550 puis 29 (environ 144 habitants) aux deux endroits dix ans plus tard ; en 1574, ce chiffre était passé à 23 (environ 115 habitants), une baisse probablement en relation avec l’une des phases de recrudescence de la peste, qui sévissait encore à cette époque. Le nombre des résidents fut le même en 1763 et en 1803, s’élevant à 235 personnes, puis fit plus que doubler en cinquante ans, pour atteindre 484 habitants en 1850. La population connut ensuite une lente et longue érosion jusqu’en 1970, date à laquelle elle chuta à 214 habitants. Depuis 2010, la population de 420 habitants est stable (31.12.2017).

## Histoire du Château
La Chaux est actuellement une entité qui se compose de quatre ensembles construits dont le hameau du château qui a accueilli dès le Moyen-Âge une série de fonctions : religieuse, militaire, seigneuriale puis agricole. La commanderie était implantée dans le hameau. Ce lieu, devenu château, est chargé d'histoire : c’est un lieu unique dans le canton de Vaud. En raison de son riche passé historique, le périmètre du Château constitue aujourd’hui une région archéologique de grande importance, abritant les vestiges d’un château-fort médiéval, d’une église ainsi que de bâtiments annexes, tels que tours, loges, grenier, et pigeonnier.
Avec l’arrivée des bernois en 1536 et la Réforme, la Commanderie fut sécularisée et devint château. Il passa en différentes mains au cours de l’histoire et petit à petit les vestiges de la Commanderie disparurent. En 1841, le domaine fut séparé en trois parts. Deux fermes furent reconstruites. À l’est du hameau devenu agricole, le moulin, siège d’activité industrielle jusqu’au début du XXe siècle, a abrité conjointement et successivement un moulin, une scierie, une huilerie et un battoir, avant de subir d’importantes transformations dans les années 70, effaçant la plupart des traces de son passé.
Le château, transformé en maison de campagne, probablement en 1676, selon la date figurant sur le linteau de la porte d’entrée, a fait l’objet d’une mesure de classement au titre des monuments historiques du canton de Vaud en 1960. Il n’est pas le château-fort des Templiers. Deux incendies successifs, en 1947 puis en 1961, ravagèrent la toiture et le rural. Il ne reste des grandeurs passés que la façade orientale de type gothique flamboyant (ou gothique finissant) qui indique une construction médiévale.

## Histoire de l'Église
L’église actuelle a été reconstruite en 1613 sur les vestiges d’une chapelle dédiée à l'archange saint Michel après que le village soit passée sous l'égide de la Réforme en 1536.
À la fin du Moyen Âge, une église de Notre-Dame dépendait de la Commanderie, parallèlement à la chapelle Saint-Michel utilisée par les paroissiens de La Chaux. La première, qui était en ruine en 1547, ne fut pas reconstruite, tandis que la seconde, attestée au 15e siècle, perdit son usage cultuel, qu’elle ne retrouva qu’en 1613, après avoir été réparée et agrandie au nord. Cette chapelle avait à cette époque un clocher-arcade qui fut probablement démoli en 1781 et remplacé par l’actuel. L’église, classée monument historique, fut restaurée vers 1849 et en 1920–1921. La paroisse formait une annexe de celle de Cossonay et était desservie par le diacre de cette ville. L’ancien cimetière, qui se trouvait autour de l’église, fut déplacé à l’extérieur de la localité dans le deuxième ou le troisième quart du 19e siècle, conformément aux directives cantonales. (référence Fiche ISOS 4325)
Le vitrail central « Le bon berger » est de Louis Rivier.
Le temple comporte deux cloches. La première a été fondue en 1621 et équipait la collégiale Saint-Andoche à Saulieu Côte d'Or. La seconde date de 1730 et servait la Collégiale de Thil. Ces deux cloches ont été réquisitionnées par la convention nationale française en 1793 afin d’être fondue pour devenir monnaie et canon. Échouées à Genève et vendues, les cloches sont expédiées à Morges par bateau pour trouver refuge dans l’antique clocher de La Chaux .

## Vie économique locale
Sur les 58 emplois équivalent plein temps, 38% sont dans l’agriculture, 24% dans le secondaire, et les 38% restants dans le tertiaire. (référence Rapport OAT du PGA 2017)
L’agriculture est bien présente au village. Même s’il n’y a plus de producteurs de lait, la production laitière régionale alimente la fromagerie-laiterie Berger au cœur du village. Le gruyère AOP, le Camembert, les Biblochons, les Maigrichons, le Vallgrotte affiné aux grottes de Vallorbe, l'Herbivore, le Poivré vous trouverez tout cela à la fromagerie ouverte 7 jours sur 7 ainsi que d’autres produits laitiers et produits du terroir. À la boucherie Chanson, vous y trouverez tout ce dont vous avez besoin même le dimanche car cette boucherie de campagne, à la ferme du Domaine des Cageoles, offre un magasin self-service ouvert 7 jours sur 7. L’entreprise est composée d'une exploitation agricole polyvalente d’une trentaine de mères de race Limousine avec leurs petits et un troupeau d'une trentaine de brebis Charolaises ainsi que des lapins, des poulets, des dindes et des canards. Et du poisson ! Alain Schmid pêcheur du Léman installé à St-Sulpice attrape féra, perche, brochet, omble chevalier et truite dans ses filets et même des écrevisses. Matinal et passionné, il exerce le métier un peu fou de pêcheur professionnel. Installé à La Chaux avec sa famille, vous pouvez y acheter le produit de sa pêche une fois par semaine, le mercredi matin. (Situation 2018)
La librairie-café « La Grange aux livres » offre outre des éditions romandes, des récits de voyage et d’exil, des livres choisis et des livres pour les enfants mais aussi des soirées avec des auteurs. Côté beauté et bien-être, on peut se rendre chez « Lily Coiffure », « Ambiance Beauté » ou encore dans le cabinet d’une thérapeute pour des massages de santé et de sport ou du Shiatsu. Pour la beauté des plantes, un paysagiste, un arboriste et une fleuriste sont installés à La Chaux. Avec ou sans véhicule, il y a deux garages et une entreprise de location de voitures... Pour de multiples travaux, on trouve encore une entreprise de peinture et une menuiserie. (Situation 2018)

## Restauration et hébergement
L’Auberge communale se trouve sur la route de la Vallée de Joux au centre du village, à quelques mètres du Veyron. De nombreuses places de parc, d’accès facile pour les handicapés, permet à tout un chacun de se restaurer, du mardi soir au dimanche midi, à la salle à manger ou encore au café, ou sur l'une de leurs deux terrasses (ombragée ou ensoleillée).
Aujourd’hui, La Commanderie, a retrouvé son nom et sa fonction. Cette belle bâtisse accueille ses hôtes dans des chambres pleines de charme, décorées et rénovées avec soin. La propriétaire a gagné le concours de l’émission de la RTS « Un hôtel à la maison » en 2012 quand son projet a été plébiscité par le public. « Un lieu exceptionnel, hors du temps, où les pierres semblent vous murmurer tout bas leur histoire... ». Pour ceux qui veulent profiter du charme des vieilles demeures, « La Salle des Chevaliers » accueille des séminaires jusqu'à 25 personnes.

## Vie culturelle et sportive
La richesse de la vie culturelle et sportive de La Chaux n’est plus à démontrer. Toute la communauté villageoise, de 7 à 77 ans, a une qualité propre à La Chaux, elle cultive le bénévolat. « Travaillons ensemble », c’est la force de notre village. Seul, on ne peut rien faire. Aucune organisation d’activités culturelles, sportives ou festives ne peut se faire sans un bénévolat fort. Les racines des activités culturelles mais surtout du bénévolat spécifique et enthousiaste des habitants de La Chaux remontent notamment à l’organisation de la Fête Cantonale des jeunesses campagnardes en 1983. La Municipalité reconnaît l’importance des engagements de tous et soutient activement l'action associative et le bénévolat.
Les activités culturelles, sportives et festives se retrouvent dans l’association « La Chaux 2000 » chargée d’animer le village. LC 2000 garde la maîtrise de ses modes d’intervention, de ses activités et des moyens à utiliser, du choix des bénéficiaires et de leurs besoins. Tout le programme est à découvrir sur http://lc2000.ch. Eugène, auteur et comédien, disait de notre village « La Chaux, the place to be ». En effet, la culture a une jolie place à La Chaux, avec le théâtre de la Ruelle, le Ciné Veyron Open Air connu loin à la ronde, remplacé aujourd’hui par un festival de théâtre « le Festival des Granges » qui a lieu chaque année paire pendant 10 jours.
Le Club des aînés - ou Club des sages - propose diverses occasions pour se retrouver et partager de bons moments par exemple à la Table au bistrot une fois par mois, des balades accompagnées et des visites. Les enfants ne sont pas en reste avec l’école de Théâtre du Comsi sis à la Ruelle, le Football Club Veyron-Venoge, la Junglerie, le Yoga pour les enfants. Les adultes peuvent participer à des cours de danse aérobic, de stretching ou de yoga ou pratiquer la pétanque, le scrabble, le patois.

## Jumelage
Depuis le 1er septembre 2001, la commune de La Chaux s'est jumelée à Saoû dans la vallée de la Drôme, officialisé par la signature d'une « charte de jumelage » entre les deux « mairies ». Ce jumelage donne lieu à de nombreux échanges humains, culturels et touristiques entre les deux villages. La pérennité du jumelage est assurée par l'association « Du Veyron à la Vèbre ».
De ces amitiés est née l'Association vaudoise des amis du sentier « Sur les pas des Huguenots et des Vaudois du Piémont » qui couvre la région Venoge-Veyron-Pied du Jura dont le siège est à La Chaux. Il s'agit d'un projet de coopération transnational qui rassemble des partenaires institutionnels et privés en Suisse, en Italie, en Allemagne et en France. Ce sentier international de grande randonnée suit le tracé historique de l'exil des Huguenots dauphinois vers l'Allemagne et la Suisse à la fin du XVIIe siècle, après la révocation de l’Édit de Nantes (1685).

## Projet de fusion avec Dizy et Cossonay
En 2014, les communes de Dizy, La Chaux et Cossonay lancent un projet de fusion de communes. Celui-ci est doté par le canton d'une incitation financière de 600 000 CHF. Néanmoins, après plusieurs remous, le vote de la fusion est reporté au mois de juin 2015 et l'incitation financière augmente à 900 000 CHF. Les travaux avancent et la convention de fusion est présentée publiquement le 12 mars 2015. Néanmoins, à La Chaux, cette fusion n'est soutenue que par quatre des cinq élus municipaux. Le cinquième, Éric Vion, la désapprouve totalement et avance les propos suivants : « Ce n'est pas une fusion, c'est une annexion des deux communes par Cossonay. » Tancé par le préfet de Nyon pour ces propos, il continue sa campagne contre la fusion.
Finalement, le projet de fusion échoue. Par la suite, et sous la pression incessante de M. Vion, les quatre municipaux Paul-Henri Marguet alors syndic, Pascal Rossy, Dominique Guex et Claire de Pourtales démissionnent avec effet immédiat et sont suivis par le président du Conseil général Stéphane Guex, le vice-président et le secrétaire. La commune est alors mise sous régie par le Conseil d'État qui démissionne le cinquième municipal Éric Vion et nomme l'ancien préfet du Gros-de-Vaud Marc-Etienne Piot à la tête des affaires courantes de la commune en attendant des élections anticipées. Les différents partis politiques au sein du Grand Conseil ne sont pas tous d'accord sur cette façon de procéder. Ils doivent néanmoins confirmer ou infirmer cette décision de l'exécutif vaudois.
Les élections du 28 juin 2015 permet au village d'avoir une nouvelle Municipalité composée de Brigitte Dufour, syndique (1re femme syndique à La Chaux), et 4 municipaux, Jean-Daniel Guex, Cédric Chanson, Stellina Cardonne et Pascal Rossy (issu de l'ancienne municipalité). L'assermentation de la nouvelle municipalité a lieu le 7 juillet et le Conseil d'État lève la mise sous régie le 8 juillet.
La Municipalité s'est renouvelée lors des élections de février 2016 avec Brigitte Dufour, syndique (1re femme syndique à La Chaux), Pascal Rossy et 3 nouveaux municipaux, Catherine Guex, Cédric Dépraz et Jean-François Guex.